# Мртав угао
Мртав угао (енгл. The Blind Side) је америчка драма из 2009. године са Сандром Булок у главној улози.
Захваљујући овом филму, Булокова је постала најплаћенија глумица у 2009. и најкомерцијалнија глумица 2010, а освојила је и првог Оскара за најбољу главну улогу у каријери. У групи филмова са главним женским ликом, Мртав угао је најкомерцијалнији филм свих времена. Филм је зарадио 309.000.000 долара, што га смешта на 55. место листе најкомерцијалнијих филмова свих времена.

## Кратак садржај
Ли Ен Туи је угледна домаћица, која поред савршено сређене куће, успева да ради и као дизајнер. Живи са ћерком Колинс, сином Си Џејем и мужем Шоном, власником ланца продавница широм земље. Једно вече на улици срећу седамнаестогодишњег бескућника Мајкла и Ли Ен одлучи да га привремено смести у својој кући. Иако веома стидљив и затворен, Мајкл се брзо спријатељи са Колинс и Си Џејем, па на крају и са новим родитељима. Након што из разговора са Мајкловим професором физичког схвате да је Мајкл талентовани спортиста, породица Туи почиње да га финансијски подржава у тренирању америчког фудбала. Биг Мајк полако али сигурно напредује и пред њим је велика каријера, али једног дана добија позив од локалне организације која се бори против планског стварања врхунских спортиста. Наиме, истражитељка сумња да породица Туи, као и све богате породице у том крају, подиже спортисте како би их послала у свој клуб...

## Улоге
| Глумац          | Улога                  |
| --------------- | ---------------------- |
| Сандра Булок    | Ли Ен Туи              |
| Квинтон Арон    | Мајкл Ор (Биг Мајк)    |
| Тим Макгро      | Шон Туи                |
| Кети Бејтс      | госпођица Сју          |
| Лили Колинс     | Колинс Туи             |
| Џеј Хед         | Шон Туи Млађи (Си Џеј) |
| Реј Макинон     | тренер Котон           |
| Ким Дикенс      | госпођа Бозвел         |
| Адријана Ленокс | Дениз Ор               |

## Награде

### Филм
- Оскар за најбољи филм - номинација

### Сандра Булок
- Оскар за најбољу главну глумицу
- Златни глобус за најбољу главну глумицу
- Награда филмске критике за најбољу главну глумицу (подељена са Мерил Стрип)
- Награда Удружења филмских глумаца за најбољу глумицу у главној улози